# Etienne Schneider
Etienne Schneider (Dudelange, 29 januari 1971) is een Luxemburgse econoom en voormalig politicus van de Lëtzebuerger Sozialistesch Aarbechterpartei (LSAP). 

## Politieke loopbaan
Etienne Schneider was gemeenteraadslid in Kayl van 1995 tot 2005, en van 1997 tot 2004 was hij secretaris-generaal van de parlementaire fractie van de LSAP in het Luxemburgse parlement. Hij werd verkozen tot eerste wethouder van de gemeente Kayl in 2005, een functie die hij tot mei 2010 bekleedde.  
Schneider werd op 1 februari 2012 benoemd tot minister van Economie en Buitenlandse Handel in de regering-Juncker-Asselborn II. Na de algemene verkiezingen van 2013 in Luxemburg werd hij vicepremier en zowel minister van Economie als Defensie in het eerste kabinet van Xavier Bettel. Na de algemene verkiezingen van Luxemburg in 2018 werd hij de eerste openlijk homoseksuele politicus die herkozen werd voor het ambt van vicepremier. In de regering-Bettel II was hij vervolgens opnieuw minister van Economie en tevens van Volksgezondheid.
Schneider trad op 4 februari 2020 voortijdig af en trok zich terug uit de politiek. In juli van dat jaar werd hij lid van de raad van bestuur van BESIX.
- Gemeinsame Normdatei: 130628063X
- International Standard Name Identifier: 0000 0004 4231 3494
- Système universitaire de documentation: 17646493X
- Virtual International Authority File: 306487939